# Episodi di Allegiance
La prima e unica stagione di Allegiance è stata trasmessa negli Stati Uniti da NBC dal 5 febbraio al 30 aprile 2015.
In Italia è stata trasmessa da Premium Stories dal 7 settembre al 30 novembre 2015.
| n° | Titolo originale           | Titolo italiano              | Prima TV USA     | Prima TV Italia   |
| -- | -------------------------- | ---------------------------- | ---------------- | ----------------- |
| 1  | Pilot                      | La recluta                   | 5 febbraio 2015  | 7 settembre 2015  |
| 2  | Teamwork                   | Lavoro di squadra            | 12 febbraio 2015 | 14 settembre 2015 |
| 3  | Surreptitious Entry        | Il passaggio segreto         | 19 febbraio 2015 | 21 settembre 2015 |
| 4  | Chasing Ghosts             | Caccia ai fantasmi           | 26 febbraio 2015 | 28 settembre 2015 |
| 5  | Tipping Point              | Punto di non ritorno         | 5 marzo 2015     | 5 ottobre 2015    |
| 6  | Liars and Thieves          | Falsi indizi                 | 12 marzo 2015    | 12 ottobre 2015   |
| 7  | Stranger in a Strange Land | Stranieri in terra straniera | 19 marzo 2015    | 19 ottobre 2015   |
| 8  | The Arrival                | Il dubbio                    | 26 marzo 2015    | 26 ottobre 2015   |
| 9  | Clean Hands                | Mani pulite                  | 2 aprile 2015    | 2 novembre 2015   |
| 10 | A Convenient Place to Die  | Soli contro tutti            | 9 aprile 2015    | 9 novembre 2015   |
| 11 | Blowback                   | Una famiglia unita           | 16 aprile 2015   | 16 novembre 2015  |
| 12 | Those Who Help Themselves  | Obiettivo raggiunto          | 23 aprile 2015   | 23 novembre 2015  |
| 13 | Family Crisis              | La fuga                      | 30 aprile 2015   | 30 novembre 2015  |

## La recluta
- Titolo originale: Pilot
- Diretto da: George Nolfi
- Scritto da: George Nolfi

## Lavoro di squadra
- Titolo originale: Teamwork
- Diretto da: George Nolfi
- Scritto da: Jon Worley, John Glenn

## Il passaggio segreto
- Titolo originale: Surreptitious Entry
- Diretto da: George Nolfi
- Scritto da: George Nolfi

## Caccia ai fantasmi
- Titolo originale: Chasing Ghosts
- Diretto da: George Nolfi
- Scritto da: Eoghan Mahony

## Punto di non ritorno
- Titolo originale: Tipping Point
- Diretto da: Jeffrey Nachmanoff
- Scritto da: Niceole R. Levy

## Falsi indizi
- Titolo originale: Liars and Thieves
- Diretto da: Michael Smith
- Scritto da: Jenna Richman

## Stranieri in terra straniera
- Titolo originale: Strangers in a Strange Land
- Diretto da: Jamie Barber
- Scritto da: Brett Conrad

## Il dubbio
- Titolo originale: The Arrival
- Diretto da: Anton Cropper
- Scritto da: Mimi Won Techentin

## Mani pulite
- Titolo originale: Clean Hands
- Diretto da: George Nolfi
- Scritto da: Whit Anderson

## Soli contro tutti
- Titolo originale: A Convenient Place to Die
- Diretto da: Kenneth Fink
- Scritto da: Jon Worley, John Glenn

## Una famiglia unita
- Titolo originale: Blowback
- Diretto da: Bronwen Hughes
- Scritto da: Rashad Risani, Jenna Richman

## Obiettivo raggiunto
- Titolo originale: Those Who Help Themselves
- Diretto da: Jeff T. Thomas
- Scritto da: John Glenn, Rashad Raisani

## La fuga
- Titolo originale: Family Crisis
- Diretto da: Alex Zacrzewski
- Scritto da: John Glenn, Rashad Raisani